# Onychargia atrocyana
Onychargia atrocyana е вид водно конче от семейство Coenagrionidae. Видът не е застрашен от изчезване.

## Разпространение
Разпространен е в Бангладеш, Бруней, Виетнам, Индия, Индонезия, Китай (Юннан), Малайзия (Западна Малайзия и Саравак), Мианмар, Непал, Провинции в КНР, Сингапур, Тайван, Тайланд, Филипини, Хонконг и Шри Ланка.